# Првенство Јужне Америке у фудбалу 1939.
Првенство Јужне Америке 1939.  је било петнаесто издање овог такмичења, сада познатог по имену Копа Америка. Турнир се играо у Перуу од 15. јануара до 12. фебруара 1939. године. На првенству су учествовале пет репрезентација. Перу који је освојио првенство по први пут у својој историји. Друго место освојила је Уругвај, треће Парагвај, четврто Чиле и пето Еквадор. Најбољи стрелац са седам постигнутих голова и најбољи играч првенства је постао Теодоро Фернандес.

## Учесници
На првенству Јужне Америке учествовало је пет тимова: репрезентације, Перуа, Уругваја, Парагваја, Чилеа и Еквадора. Фудбалске репрезентације Бразила, Аргентине и Колумбије су одустале од такмичења.. Бергеров систем је примењен, а првак је био тим који је прикупио највише бодова. 
1.  Перу

2.  Уругвај

3.  Парагвај

4.  Чиле

5.  Еквадор

## Град домаћин
| Лима                    | Лима |
| ----------------------- | ---- |
| Стадион Насионал (1897) |      |
| Капацитет: 40.000       |      |
|                         |      |

## Табела
| Репрезентација | И | Д | Н | И | ДГ | ПГ | ГР  | Бод. |
| -------------- | - | - | - | - | -- | -- | --- | ---- |
| Перу           | 4 | 4 | 0 | 0 | 13 | 4  | +9  | 8    |
| Уругвај        | 4 | 3 | 0 | 1 | 13 | 5  | +8  | 6    |
| Парагвај       | 4 | 2 | 0 | 2 | 9  | 8  | +1  | 4    |
| Чиле           | 4 | 1 | 0 | 3 | 8  | 12 | −4  | 2    |
| Еквадор        | 4 | 0 | 0 | 4 | 4  | 18 | −14 | 0    |

## Утакмице
| Парагвај                                      | 5–1 | Чиле     |
| --------------------------------------------- | --- | -------- |
| Годоз 10’, 24’ · Бариос 47’, 75’ · Аквино 88’ |     | Сорел 8’ |

| Перу                                            | 5–2 | Еквадор          |
| ----------------------------------------------- | --- | ---------------- |
| T. Фернандез 6’, 34’, 77’ · Х. Алкалде 16’, 58’ |     | Алсивар 55’, 89’ |

| Уругвај                                             | 6–0 | Еквадор |
| --------------------------------------------------- | --- | ------- |
| Порта 22’ · С. Варела 53’, 55’, 81’ · Лаго 65’, 70’ |     |         |

| Перу                                          | 3–1 | Чиле         |
| --------------------------------------------- | --- | ------------ |
| T. Фернандез 46’, 65’ (пен.) · Х. Алкалде 80’ |     | Домингес 55’ |

| Уругвај                                    | 3–2 | Чиле                |
| ------------------------------------------ | --- | ------------------- |
| С. Варела 11’ · Камаити 30’ · Чиримини 73’ |     | Муњоз 3’ · Луко 39’ |

| Перу                                   | 3–0 | Парагвај |
| -------------------------------------- | --- | -------- |
| T. Фернандез 11’, 30’ · Х. Алкалде 78’ |     |          |

| Чиле                                           | 4–1 | Еквадор    |
| ---------------------------------------------- | --- | ---------- |
| Торо 6’ · Авендањо 15’, 79’ · Сорел 19’ (пен.) |     | Аренас 35’ |

| Уругвај                                     | 3–1 | Парагвај   |
| ------------------------------------------- | --- | ---------- |
| Лаго 14’ · С. Варела 40’ (пен.) · Порта 66’ |     | Бариос 59’ |

| Парагвај                           | 3–1 | Еквадор    |
| ---------------------------------- | --- | ---------- |
| Минго 4’ · Годој 61’ · Бареиро 63’ |     | Аренас 75’ |

| Перу                       | 2–1 | Уругвај   |
| -------------------------- | --- | --------- |
| Х. Алкалде 7’ · Биелич 35’ |     | Порта 44’ |

## Листа стрелаца
7 голова
- Т. Фернандез

5 голова
| - Алкаиде | - Варела |  |

3 гола
| - Годој - Бариос | - Лаго - Порта |  |

2 гола
| - Аведањо - Сорел | - Алсивар - Аренас |  |

1 гол
| - А. Домингес - Луко - Р. Муњоз - Р. Торо | - Аквино - Бареро - Минго - Биелич | - Камаити - Чиримини |